# سارا كرنجيتش
سارا كرنجيتش مواليد 15 يوليو 1991 في نوفي ساد، جمهورية يوغوسلافيا الاشتراكية الاتحادية، هي لاعبة كرة سلة مجرية. بدأت مسيرتها الاحترافية في سنة 2006. تم اختيارها من قبل فريق واشنطن ميستيكس خلال الدرافت. مثلت منتخب بلادها. شاركت في دورة الألعاب الأولمبية الصيفية سنة 2016.

## سجل المنافسة
شاركت في المنافسات التالية:
- الألعاب الأولمبية الصيفية 2016
- كأس العالم لكرة السلة للسيدات 2014

## الميداليات
| الميدالية | المسابقة                       |
| --------- | ------------------------------ |
| برونزية   | الألعاب الأولمبية الصيفية 2016 |

## روابط خارجية
- سارا كرنجيتش على موقع الاتحاد الدولي لكرة السلة (الإنجليزية)
- سارا كرنجيتش على موقع كرة السلة الأوروبية.كوم (الإنجليزية)
- سارا كرنجيتش على موقع بروبوليرز (الإنجليزية)
- سارا كرنجيتش على موقع سبورتس رفرنس (الإنجليزية)
- سارا كرنجيتش على موقع سبورتس رفرنس (الإنجليزية)
- سارا كرنجيتش على موقع اللجنة الأولمبية الدولية (الإنجليزية)
- سارا كرنجيتش على موقع أوليمبيديا (الإنجليزية)
- سارا كرنجيتش على موقع اللجنة الأولمبية الصربية (الصربية)